# Bentu Liben
Bentu Liben, plus connue sous le nom de Banitu, est une ville d'Éthiopie, située dans la zone Sud-Ouest Shewa de la région Oromia. Plus grande ville du woreda de Tole, située environ 80 km au sud-ouest d'Addis-Abeba, elle se trouve à 2 234 mètres d'altitude.
D'après les chiffres de l'Agence centrale de la statistique en 2005, Bentu Liben a une population totale estimée à 2 381 habitants, dont 1 113 hommes et 1 268 femmes. Lors du recensement de 1994, la ville avait une population de 1 273 habitants, dont 576 hommes et 697 femmes. 
Les archives du site web du Nordic Africa Institute fournissent des détails sur une école primaire à Bentu Liben en 1968.